# Himmelpfortkloster

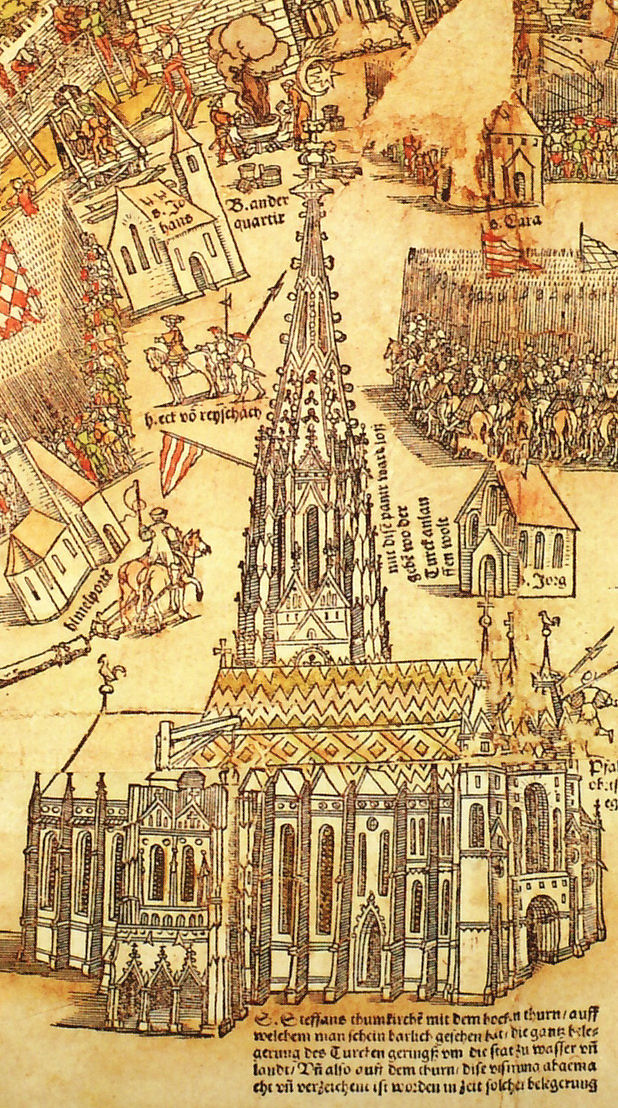
Wien, 1530, Himelport ohne Klausurgebäude, ganz links

Das Kloster St. Agnes zur Himmelpforte war ein Prämonstratenserinnen- und Augustiner-Chorfrauenstift in Wien vom 13. bis zum 18. Jahrhundert.

## Lage

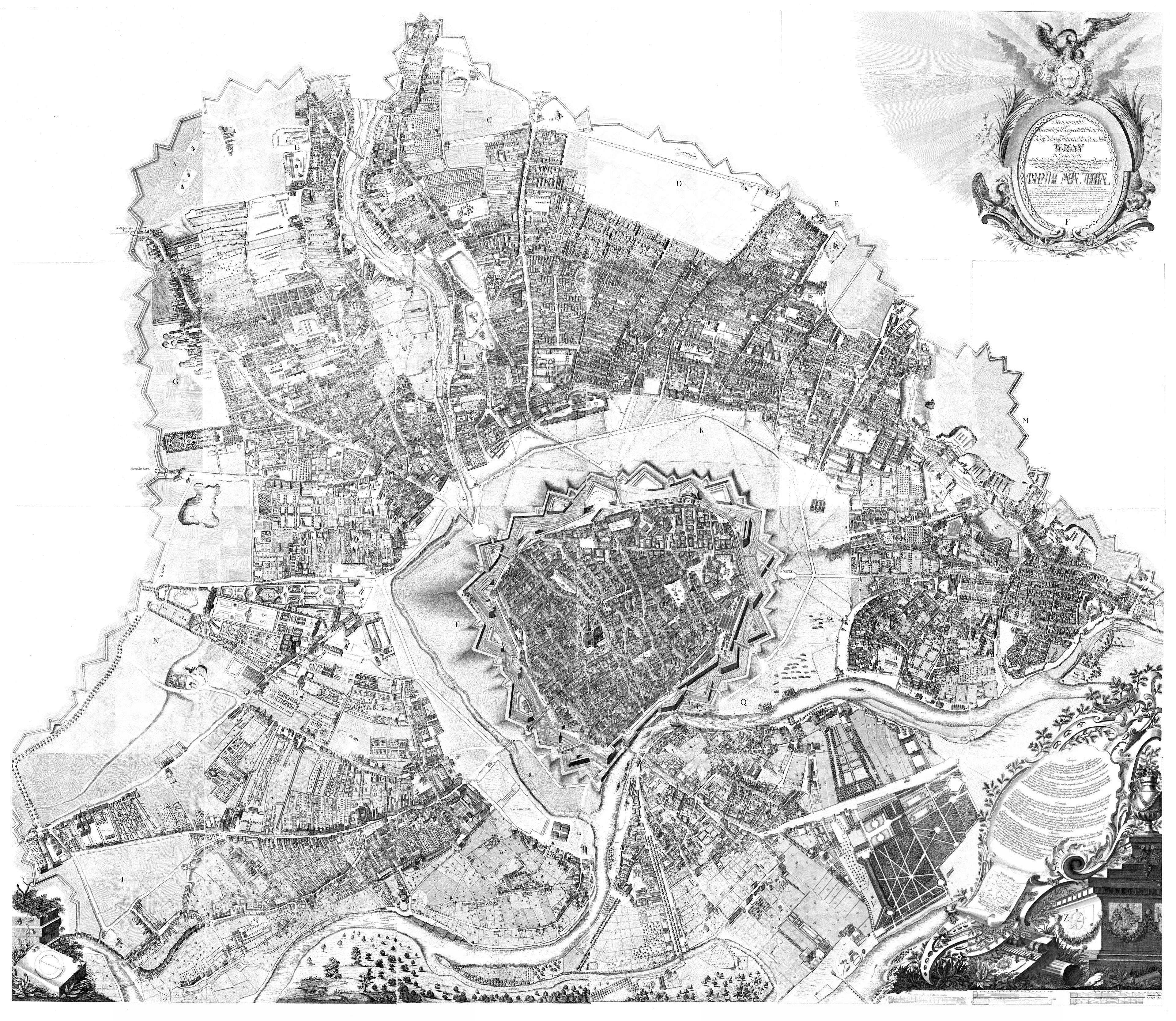
Wien, um 1773, Himmelpfortkloster schräg links unten vom Neuen Markt im linken Teil der Altstadt, mit hellem Kirchturm

Das Himmelpfortkloster lag in der mittelalterlichen Altstadt von Wien südlich des Stephansdomes. Von den historischen Gebäuden in der Himmelpfort-, der Rauhenstein- und der Ballgasse ist nichts erhalten.

## Geschichte
Konstanze von Ungarn, Ehefrau von König Ottokar I. von Böhmen stiftete um 1230 einen Konvent der eingeschlossenen Frauen (Inclusae). Dieser wurde kurz vor 1267 in ein Augustiner-Chorfrauenstift umgewandelt. Dessen Kirche wurde 1267 geweiht.
1270 schloss es sich dem Prämonstratenserorden an und wurde seitdem vom Chorherrenstift Geras visitiert.
1331 wurde die Kirche St. Agnes auf Initiative der ungarischen Königin Agnes geweiht. Diese brachte einige ungarische Nonnen in den Konvent.
Das Kloster besaß im 15. Jahrhundert einigen Grundbesitz in Wien und Umgebung.

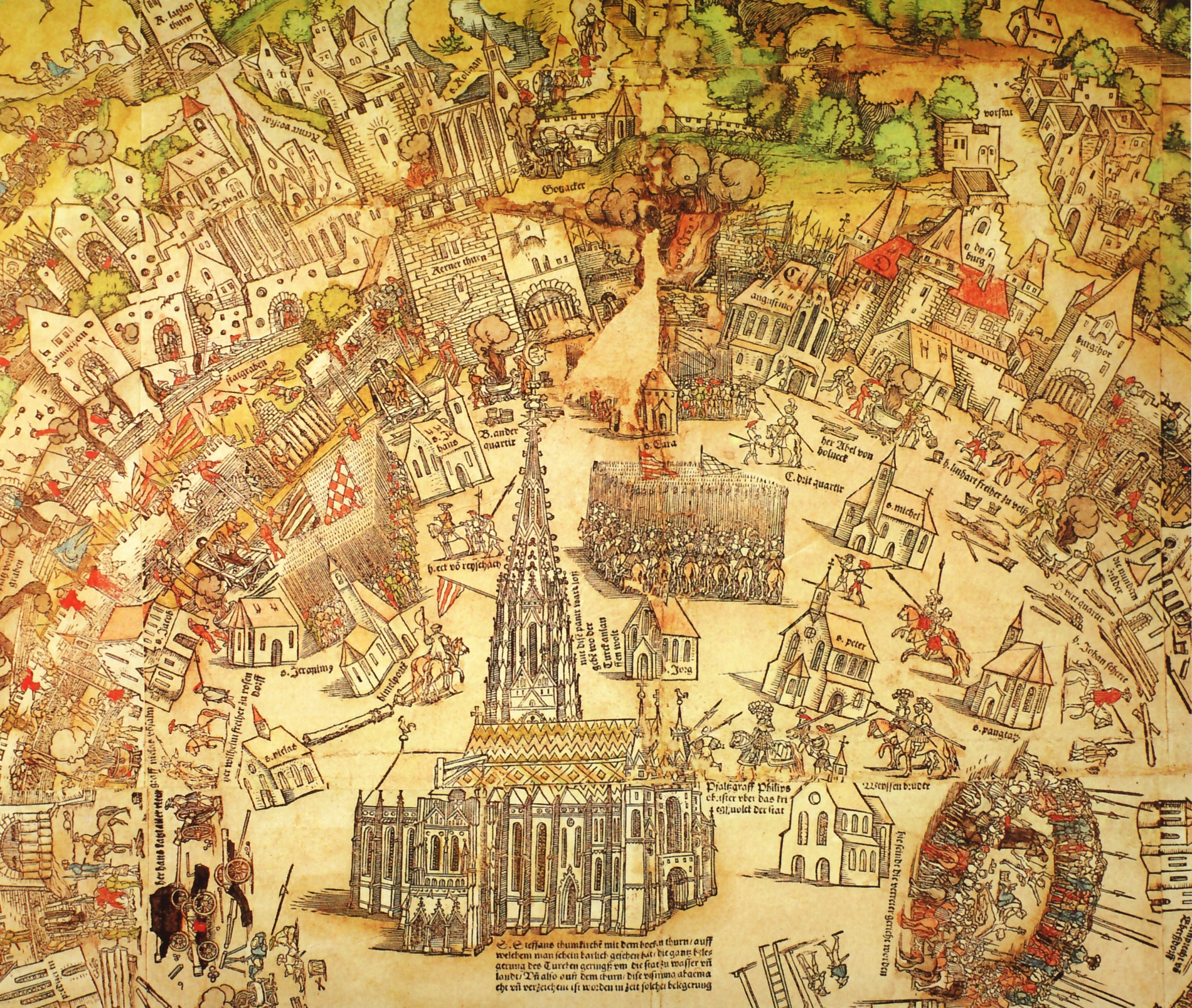
Wien, Meldeman-Plan, 1530, Himelport links neben Turm vom Stephansdom, stilisierte Darstellung

1525 und 1529 litt es unter dem Stadtbrand und der osmanischen Belagerung. 1577 lebten dort noch sechs Ordensfrauen, darunter fünf Ungarinnen. 1588 gab es nach dem Weggang der Priorin und dem Tod der anderen Nonnen durch die Pest keine Bewohnerinnen mehr.
Seit 1589 wurden die Gebäude von Augustiner-Chorfrauen von St. Jakob auf der Hülben genutzt. Danach entwickelten sich Konvent und Besitz. 1706 lebten dort 60 Chorfrauen.
1783 wurde das Chorfrauenstift geschlossen. Die Grundstücke wurden für Wohnzwecke genutzt und teilweise neu bebaut. Die Kirche wurde offenbar abgetragen.